# Thomas Holden
Fred Thomas Andreas Holden, född den 14 november 1942 i Stockholm, är en svensk dramatiker. Medlem i Sveriges Dramatikerförbund. Roman "Tigerrummet på Bonniers 1991, Herr Minister, "Bra Böcker" 1984, "Örneklo på Cecix förlag 2017"

## Verkslista i urval
- 1990, Jönköpings Länsteater, Charmören
- 1991, Jönköpings Länsteater, Snarad (Hej, Tomtegubbar)
- 1993, Teater Glädjehuset, Malmö, Charmören
- 2000, Jönköpings Länsteater, Svindlarna
- 2005, Smålands Musik och Teater och Teaterandan Gnosjö, Fem kilometer av evigheten
- 2008, Smålands Musik och Teater och Teaterandan Gnosjö, Oj, nu faller änglarna ur himlen

Tillsammans med C.J. Seth och Leyla Tengroth:
- 1995, Jönköpings Länsteater, Ensamma Rosor
- 1996, Jönköpings Länsteater, Rahda
- 1998, Jönköpings Länsteater, Sara och Steinunn

- Örneklo
- Mad Moose
- Livet på Månen
- Tro, hopp och rena pengar
- Solens Barn